# حديث ذي القرنين
حديث ذي القرنين المعروف أيضًا باسم أسطورة أليخاندرو، هي أسطورة أندلسية عربية مجهولة المصدر عن الإسكندر الأكبر (الذي تحدده باسم ذي القرنين، وهي شخصية معروفة من سورة الكهف من القرآن). وُجدَت في مخطوطة يعود تاريخها إلى القرن الخامس عشر.
كما هو الحال مع أساطير الإسكندر العربية الأخرى في تقليد قصة الإسكندر، تصف القصة رحلات الإسكندر عبر العالم (مثل لقائه مع إمبراطور الصين)، وعلاقته بالخضر، وتقوى الشخصية الرئيسة، الإسكندر.
وهي وثيقة الصلة بسيرة الإسكندر، بما في ذلك في كيفية استنباط كلا النصين من أسطورة الإسكندر السريانية، مثل كيفية وصفها لبناء بوابات الإسكندر المصممة لمنع وحصر يأجوج ومأجوج. يحدد النص يأجوج ومأجوج مع الخزر، وهي مجموعة عرقية تركية شبه بدوية.

## المخطوطات والطبعات
حديث ذي القرنين معروف من مخطوطة واحدة، على الرغم من أن تلك المخطوطة تفتقد الصفحات الخمس الأولى؛ وبالتالي، تبدأ النسخة الموجودة في منتصف الجملة. نُشرت نسخة عربية مع ترجمة إلى الإسبانية في عام 1929 بواسطة إ. جارسيا جوميز.

## طالع أيضًا
- سيرة الإسكندر
- قصة الإسكندر وما فيها من الأمر العجيب
- قصة الإسكندر
- قصة ذي القرنين
- قرون الإسكندر
- إسكندر نامه [الإنجليزية]